# Materiał kompozytowy

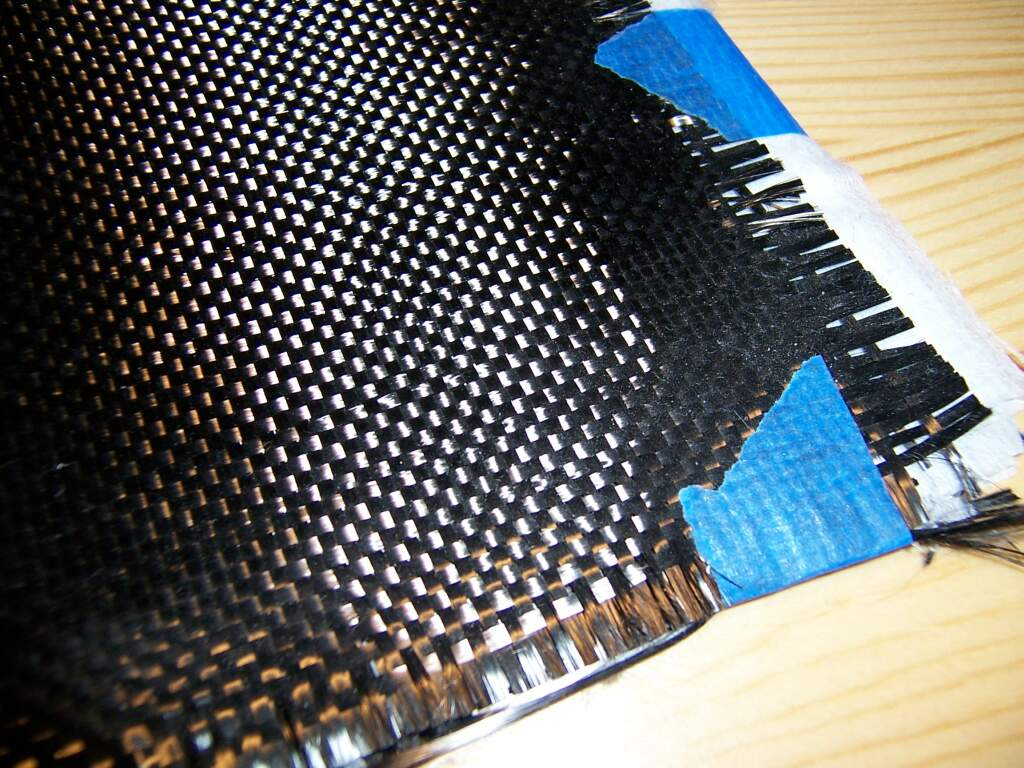
Tkanina z włókna węglowego, często stosowanego jako komponent konstrukcyjny kompozytów

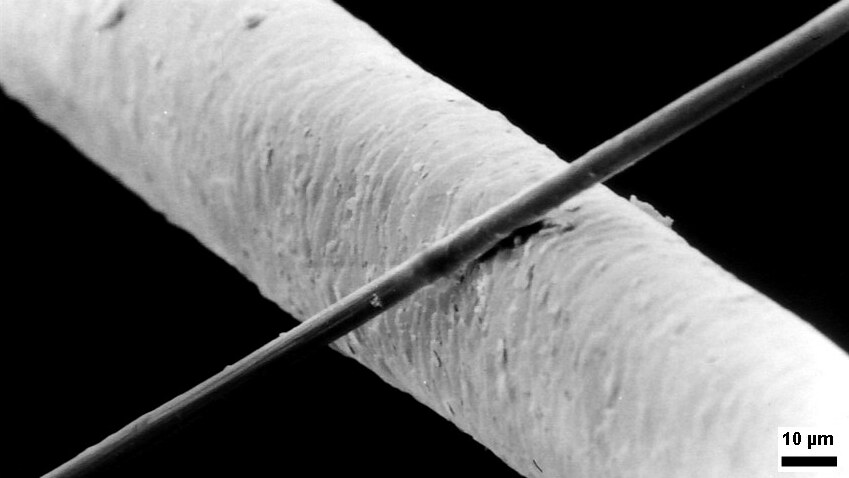
Porównanie włosa ludzkiego (jasny) i pojedynczej nici włókna węglowego

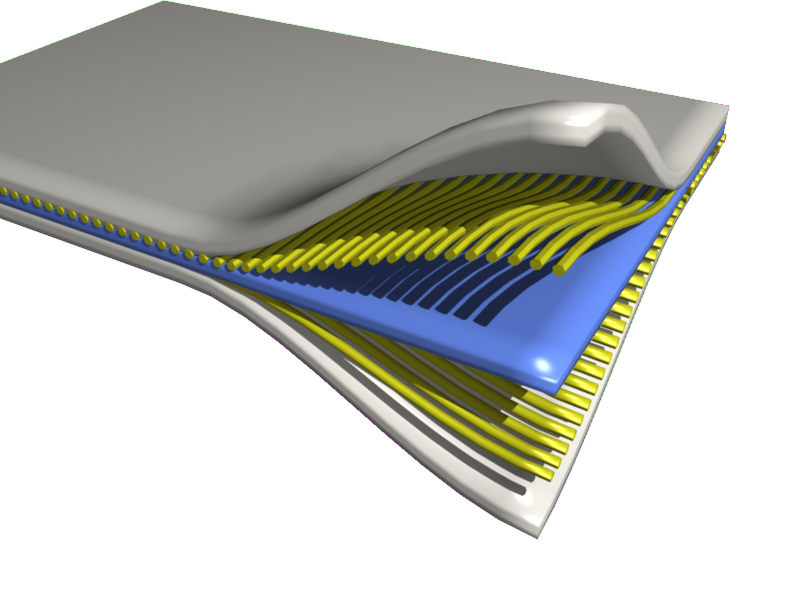
Przykładowy schemat materiału kompozytowego

Materiał kompozytowy (kompozyt) – materiał o strukturze niejednorodnej, złożony z dwóch lub więcej komponentów (faz) o różnych właściwościach. Właściwości kompozytów nigdy nie są sumą czy średnią właściwości jego składników. Najczęściej jeden z komponentów stanowi lepiszcze, które gwarantuje jego spójność, twardość i elastyczność, a drugi, tzw. komponent konstrukcyjny, zapewnia odporność na ściskanie/rozciąganie.
Wiele kompozytów wykazuje anizotropię różnych właściwości fizycznych. Nie muszą to być wyłącznie własności mechaniczne, np. polaroid to przykład kompozytu, który osiągnął sukces komercyjny dzięki jego szczególnym anizotropowym własnościom elektrooptycznym.
Jednymi z najczęściej stosowanych komponentów konstrukcyjnych są silne włókna takie jak włókno szklane, kwarc, azbest czy włókna węglowe, dając materiałowi dużą wytrzymałość na rozciąganie. Do najczęściej stosowanych lepiszczy zaliczają się żywice syntetyczne oparte na poliestrach, polieterach (epoksydach), poliuretanach i żywicach silikonowych.
Materiały kompozytowe znane są ludzkości od tysięcy lat, np. tradycyjna, chińska laka, służąca do wyrobu naczyń i mebli otrzymywana przez przesycanie wielu cienkich warstw papieru i tkanin żywicznym „samoutwardzalnym” sokiem z sumaka rhus, była stosowana od co najmniej V w. p.n.e. Równie starym i powszechnie stosowanym od wieków kompozytem jest drewniana sklejka.
Kompozyty mają zastosowanie jako materiały konstrukcyjne w wielu dziedzinach techniki, m.in. w budownictwie (np. beton, żelbet), w technice lotniczej i astronautyce (np. elementy samolotów, rakiet, sztucznych satelitów), w przemyśle środków transportu kołowego i szynowego (np. resory i zderzaki samochodowe, okładziny hamulcowe), w produkcji części maszyn, urządzeń i wyrobów sprzętu sportowego (np. łodzie, narty, tyczki, oszczepy).
Współczesny rozwój materiałów kompozytowych zaczął się jednak dopiero po opanowaniu procesu produkcji żywic syntetycznych, stanowiącym podstawę produkcji laminatów. Jednym z pierwszych kompozytów opartych na tych żywicach był bakelit, pierwszy przedstawiciel fenoplastów. Gwałtowny rozwój materiałów kompozytowych w trakcie i po II wojnie światowej był też związany z rosnącym zapotrzebowaniem przemysłu lotniczego, kosmicznego i motoryzacyjnego na lekkie i wytrzymałe materiały, którymi dałoby się zastąpić stal i inne metale. Obecnie, kompozyty stosuje w wielu technologiach – począwszy od implantów stosowanych w medycynie po tanie materiały konstrukcyjne stosowane w budownictwie.

## Rodzaje kompozytów

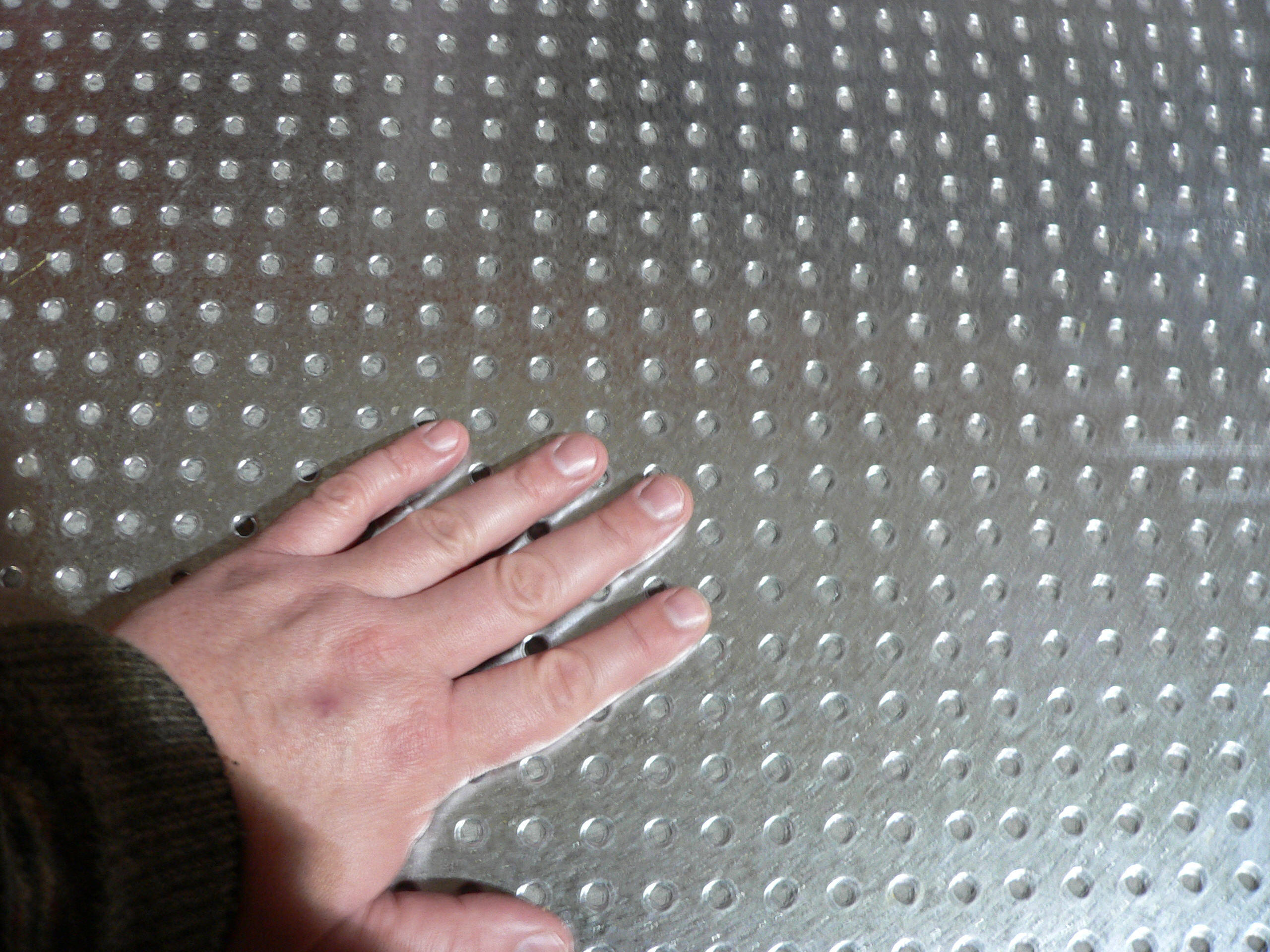
Ceramiczno-stalowa płyta izolacyjna

- kompozyty strukturalne – w których występują ciągłe struktury komponentów konstrukcyjnych – warstwy (np. sklejka), pręty (np. żelbet) lub regularne struktury trójwymiarowe np. przypominające plaster miodu,
- laminaty – które składają się z włókien zatopionych w lepiszczach – w zależności od sposobu uporządkowania włókien rozróżnia się taśmy jednokierunkowe – włókna ułożone w jednym kierunku – tkaniny kompozytowe – w dwóch prostopadłych kierunkach – maty – krótkie nieuporządkowane włókna, np. pykret,
- mikrokompozyty i nanokompozyty – w których regularna struktura dwóch lub więcej składników jest zorganizowana już na poziomie nadcząsteczkowym – tego rodzaju kompozyty występują w organizmach naturalnych – np. drewno – jest rodzajem mikrokompozytu, w skład którego wchodzą zorganizowane w skręcone pęczki włókna celulozowe, „sklejone” ligniną – współcześnie próby sztucznego otrzymywania tego rodzaju kompozytów są prowadzone w ramach badań nanotechnologicznych,
- stopy strukturalne – które są rodzajem stopów metali, metali z niemetalami, polimerów między sobą oraz polimerów z metalami i niemetalami o bardzo regularnej mikrostrukturze – przykładem tego rodzaju kompozytu jest stal damasceńska i duraluminium.

## Kompozyty w stomatologii
Materiały złożone (kompozytowe) znalazły szerokie zastosowanie w stomatologii. Można je podzielić na:
- kompozyty makrocząsteczkowe
- kompozyty mikrocząsteczkowe
- kompozyty hybrydowe

Kompozyty stomatologiczne składają się z:
- Fazy organicznej – płynnej żywicy, najczęściej Bis-GMA, zwanej matrycą. Pełni ona funkcję spoiwa i zawiera substancje inicjujące, aktywatory, stabilizatory zapobiegające samoistnej polimeryzacji, inhibitory oraz składniki odpowiadające za efekt kosmetyczny.
- Fazy nieorganicznej – będącej wypełniaczem mineralnym lub organiczno-mineralnym, takim jak kwarc, krzemionka, krzemian litowo-glinowy lub szkło. Faza ta decyduje o parametrach fizykochemicznych materiału.
- Substancji wiążącej – w przypadku kompozytów jest to silan winylu, który łączy matrycę z wypełniaczem.

Do zalet kompozytów można zaliczyć:
- kontrast na zdjęciu rtg.
- doskonałość barwy
- odporność na zgniatanie
- adhezję do szkliwa

## Klasyfikacja kompozytów
Można dokonać podziału kompozytów ze względu na:
1) pochodzenie:
- naturalne
- zaprojektowanie i wytwarzane przez człowieka

2) przeznaczenie:
- kompozyty o szczególnych właściwościach fizycznych (lub chemicznych)
- kompozyty konstrukcyjne

3) rodzaj osnowy:
- kompozyty o osnowie niemetalicznej (polimerowej, ceramicznej, półprzewodnikowej)
- kompozyty o osnowie metalicznej

4) wpływ kształtu i wymiarów komponentu zbrojącego:
- zbrojone włóknem (ciągłym, krótkim, wyrobami z włókien np. tkaniny, maty)
- kompozyty umocnione cząstkami
- kompozyty umocnione dyspersyjnie

## Kompozyty konstrukcyjne
Kompozyty konstrukcyjne – stanowią dużą i zróżnicowaną grupę materiałów złożonych charakteryzujące się wysokimi wskaźnikami wytrzymałościowymi, które uzyskuje się poprzez odpowiedni dobór komponentów, uwzględniając wysokie wymagania stawiane nowoczesnym konstrukcjom. 

### Zastosowania kompozytów konstrukcyjnych
- części i obudowy maszyn
- elementy i konstrukcje budowlane
- przedmioty codziennego użytku
- karoserie samochodów i wagonów kolejowych
- samoloty, szybowce, wirniki śmigłowców i elektrowni wiatrowych
- wieże latarni morskich, łodzie, motorówki, jachty, kutry, okręty wojenne
- sprzęt sportowy i wojskowy
- konstrukcje mostowe, rury, obudowy kanałów, zbiorników i cystern
- aparatura chemiczna
- rakiety i urządzenia kosmiczne